# Diamphipnoidae
Famille
Les Diamphipnoidae sont une famille d'insectes plécoptères.
On connait six espèces dans deux genres.

## Distribution
Les espèces de cette famille se rencontrent dans le sud de l'Amérique du Sud. 

## Liste des genres
Selon Plecoptera Species File :
- Diamphipnoa Gerstaecker, 1873
- Diamphipnopsis Illies, 1960

## Publication originale
- Ricker, W. E. 1950 : Some evolutionary trends in Plecoptera. Proceedings of the Indiana Academy of Science, vol. 59, p. 197-209.